# Boîte de vitesses
Pour les articles homonymes, voir Boîte.
 (juillet 2017).
Si vous disposez d'ouvrages ou d'articles de référence ou si vous connaissez des sites web de qualité traitant du thème abordé ici, merci de compléter l'article en donnant les références utiles à sa vérifiabilité et en les liant à la section « Notes et références ».
Une boîte de vitesses (ou boîte à vitesses) est un dispositif mécanique, souvent mécatronique sur les véhicules récents, permettant d'adapter la transmission d'un mouvement entre un arbre moteur et un arbre récepteur. Utilisée dans de multiples contextes (machine-outil, véhicule automobile terrestre, etc.), elle est le plus fréquemment utilisée pour la transmission de la puissance d'un moteur. Le couple moteur peut alors être adapté au besoin de l'arbre récepteur, en augmentant la démultiplication, les pièces entraînées tournant alors moins vite que l'axe moteur.
En proposant plusieurs coefficients de réduction (ou de démultiplication), dénommés rapports de transmission, la boîte de vitesses est ainsi l'élément central qui adapte de manière très variable en fonction des différentes situations dynamiques, pour vaincre la résistance à l'avancement au démarrage, ou à l'avancement (variant suivant les conditions de roulage) du véhicule.
À la différence des variateurs de vitesse, la plupart des boîtes de vitesses offrent des rapports déterminés, qui dépendent de chaque couple d'engrenages constituant l'ensemble de la boîte, assurant autant de démultiplications prédéfinies.

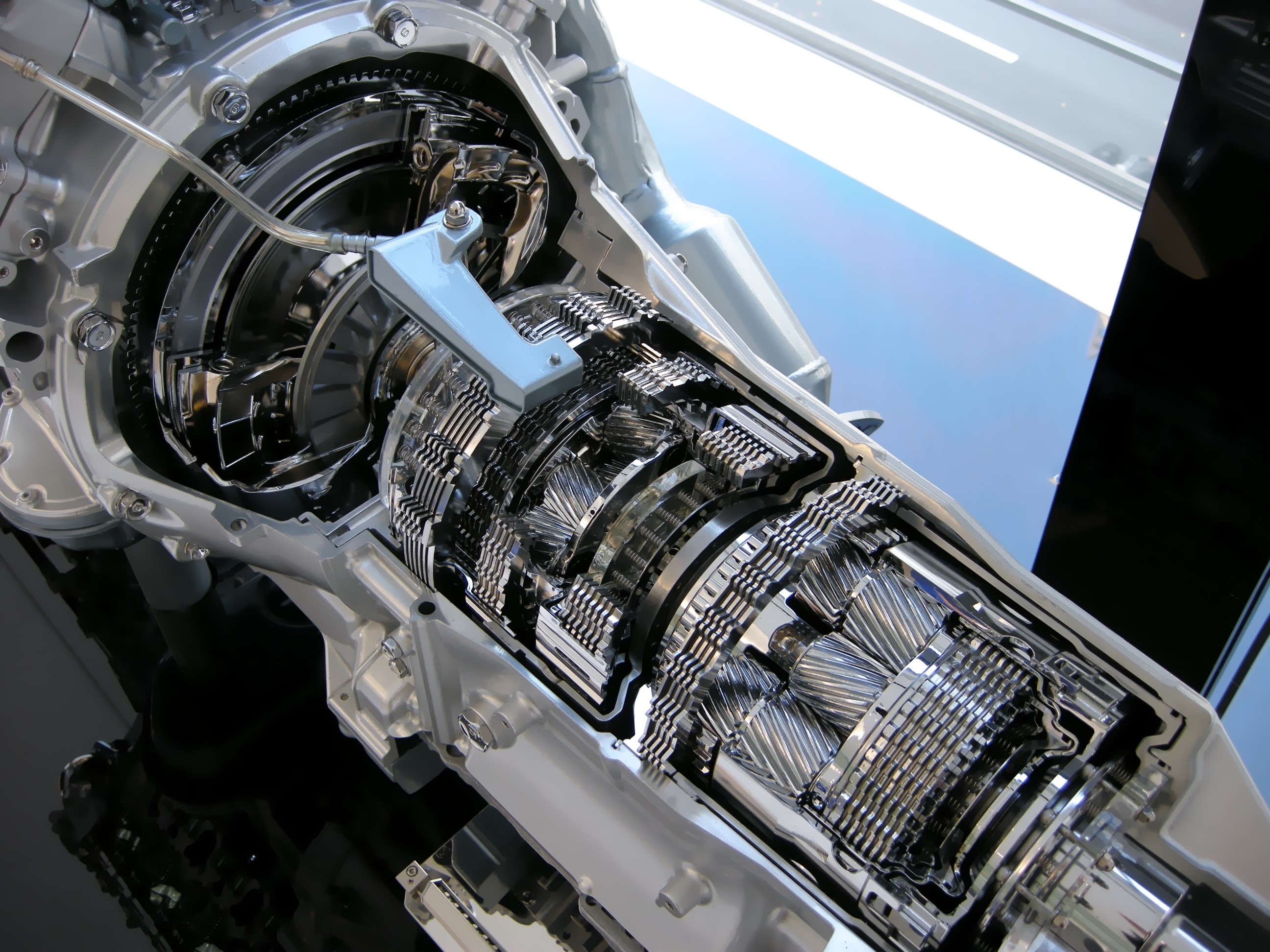
Écorché d'une boîte de vitesses automatique d'une Lexus IS.

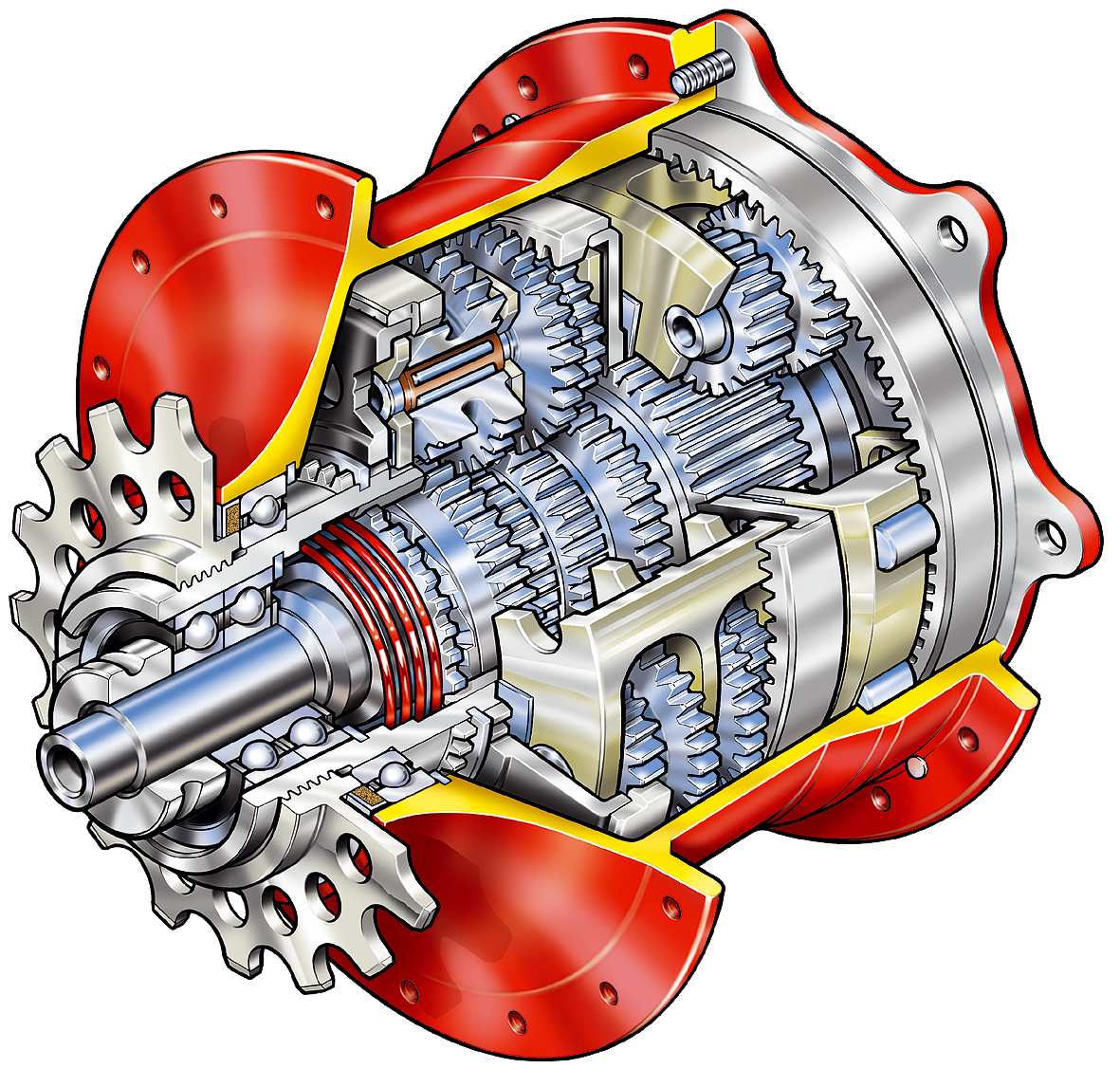
Boîte Speedhub 500/14 pour vélo intégrée au moyeu de la roue arrière.

## Intérêts d'une boîte de vitesses

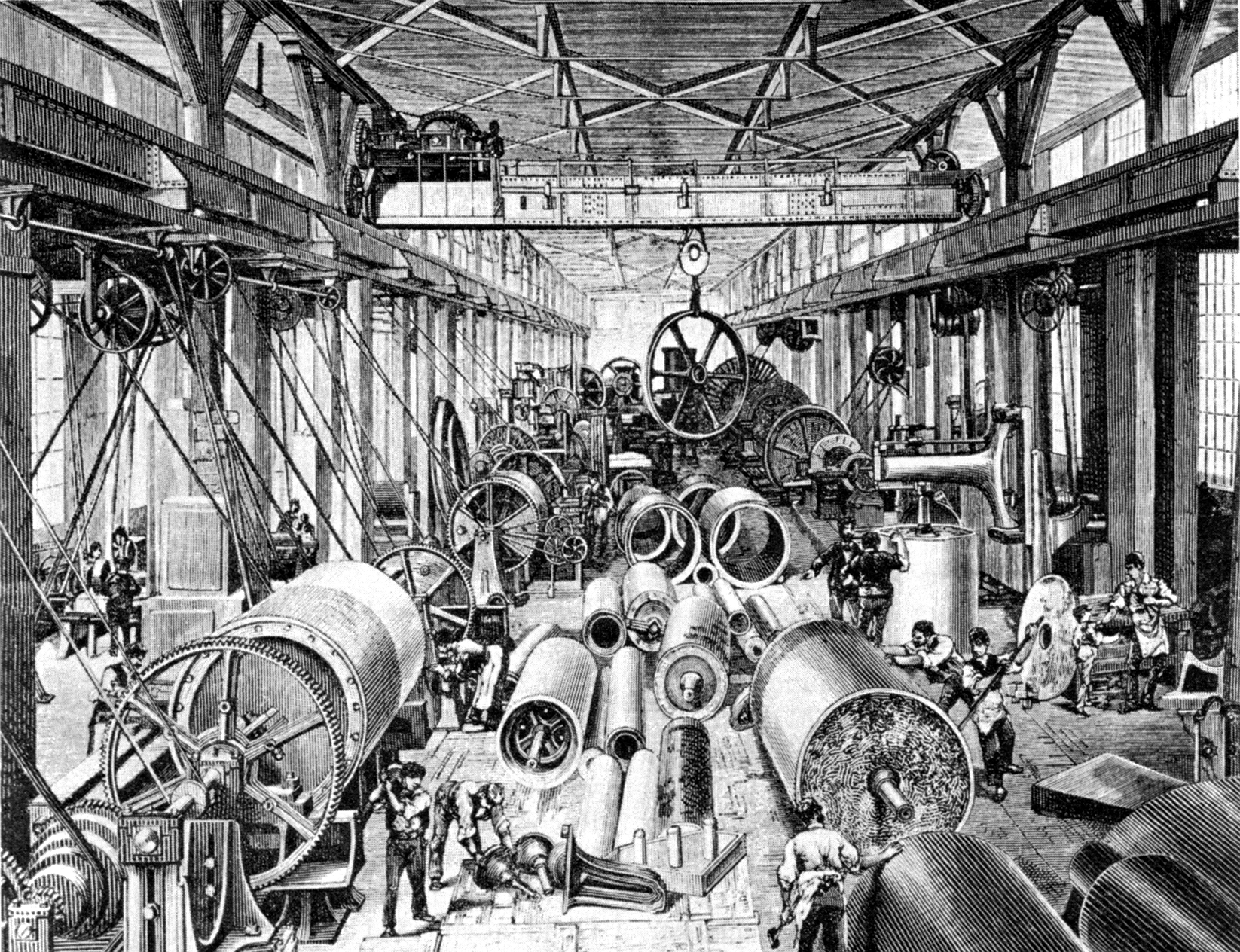
Usine dans laquelle on distingue, dans le coin inférieur gauche, un arbre muni d'une poulie étagée constituant une boîte de vitesses à quatre rapports.

Dans de nombreuses applications, la puissance d'une machine motrice est fournie par un couple qui présente en général une vitesse de rotation inadaptée au fonctionnement du système récepteur. Une adaptation du couple ou de la vitesse de rotation est donc nécessaire afin d'exploiter, au mieux, les performances de cette machine selon les conditions de son utilisation (par abaissement de la vitesse de rotation et élévation du couple transmis, ou plus rarement, par élévation de la vitesse de rotation et abaissement du couple transmis). Les machines industrielles à moteurs électriques asynchrones telles qu'un tour par exemple, dont la fréquence de rotation est liée à la fréquence du secteur, ne permettent pas ainsi d'obtenir plusieurs vitesses de fonctionnement sans une boîte de vitesses.
C'est d'ailleurs sans doute cette application, qui date de la révolution industrielle, qui a donné cette dénomination au dispositif. Elle est liée aux premières machines industrielles qui recevaient l'énergie motrice d'un arbre moteur commun, animé par un moulin à eau ou une machine à vapeur tournant à vitesse constante. Des systèmes de pignons, ou de poulies, permettaient le choix d'une vitesse de fonctionnement. L'arbre moteur tournait à vitesse quasi constante tant que le couple demandé restait inférieur à celui qui était disponible.
Dans le cas des véhicules, il y a plus généralement inadéquation entre le couple fourni et le couple nécessaire à la roue pour vaincre les résistances inertielles, la boîte de vitesses permet de pallier cet inconvénient. Le couple par exemple qu'un cycliste exerce sur les pédales de son vélo est suffisant pour rouler sur terrain horizontal. Mais lorsqu'il aborde une côte, le couple résistant à la roue augmente. Le dérailleur (ou les moyeux à vitesses intégrées sur les modèles haut de gamme) permet alors d'augmenter le couple à la roue au détriment de la vitesse de rotation, en faisant passer la chaîne d'un pignon de la cassette à un autre plus grand.
Le même principe est utilisé en automobile où le couple fourni par le moteur thermique, souvent limité et variable sur une plage de régime de rotation limitée, ne permet pas de faire face aux différentes conditions de roulage du véhicule (démarrage, accélération, roulage, marche arrière, etc.). La boîte de vitesses offre ainsi la possibilité d'augmenter le couple disponible sur l'essieu moteur, le réducteur à engrenages étant la solution la plus commune pour réaliser cette fonction. La boîte dispose ainsi :
- d'une position dite « point mort » (aucune vitesse n'est engagée) pour, entre autres, démarrer le moteur sans entraîner le véhicule , et permettre le régime de ralenti ;
- de plusieurs rapports étagés pour la marche avant ;
- d'un rapport de marche arrière pour inverser le sens de rotation des roues.

## Historique de l'évolution
Louis Renault, inventeur et entrepreneur de l'industrie automobile française, fait breveter la boîte de vitesses à prise directe en 1898.
La part des ventes en France de véhicules neufs équipés de boîte automatique est de 8 % en 2004, puis de 54 % en 2021.
Pour des raisons techniques, il est temporairement impossible d'afficher le graphique qui aurait dû être présenté ici.

## Architecture

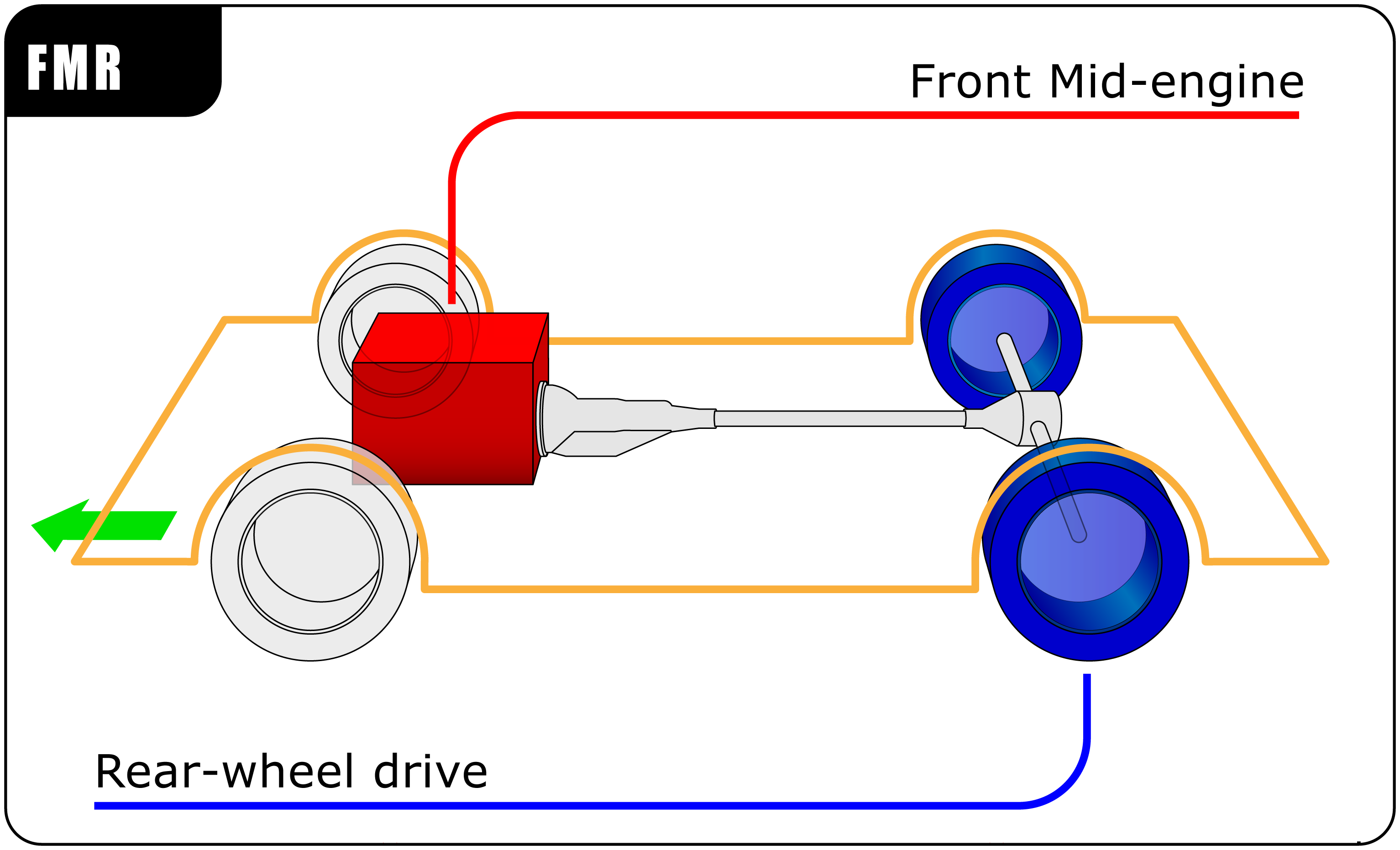
Configuration à moteur central avant et roues arrière motrices ; le moteur et la boîte sont donc placés longitudinalement.

Le cas d'utilisation le plus fréquent d'une boîte de vitesses est la transmission de la puissance du moteur thermique d'un véhicule avec le couple et la vitesse de rotation adaptés à la situation (couple élevé avec faible vitesse ou l'inverse). Les boîtes, utilisées dans ce cas, se distinguent selon la technologie de leurs réducteurs (engrenages, train épicycloïdal, chaîne ou courroie) et leur système de commande (manuelle, pilotée/robotisée, séquentielle ou automatique).
Généralement, on distingue les boîtes selon :
- leur disposition, transversale ou longitudinale, généralement choisie selon que le moteur est lui-même implanté transversalement (l'axe de rotation du vilebrequin est parallèle à l'axe de rotation des roues) ou longitudinalement ;
- la position (avant ou arrière) du moteur et le choix du (ou des) essieu(x) moteur(s) (transmission aux roues avant, arrière ou intégrale) ; ce dernier critère influence l'intégration - ou non - du pont à la boîte.

### Boîte manuelle à engrenages parallèles

#### Synchronisation et crabotage

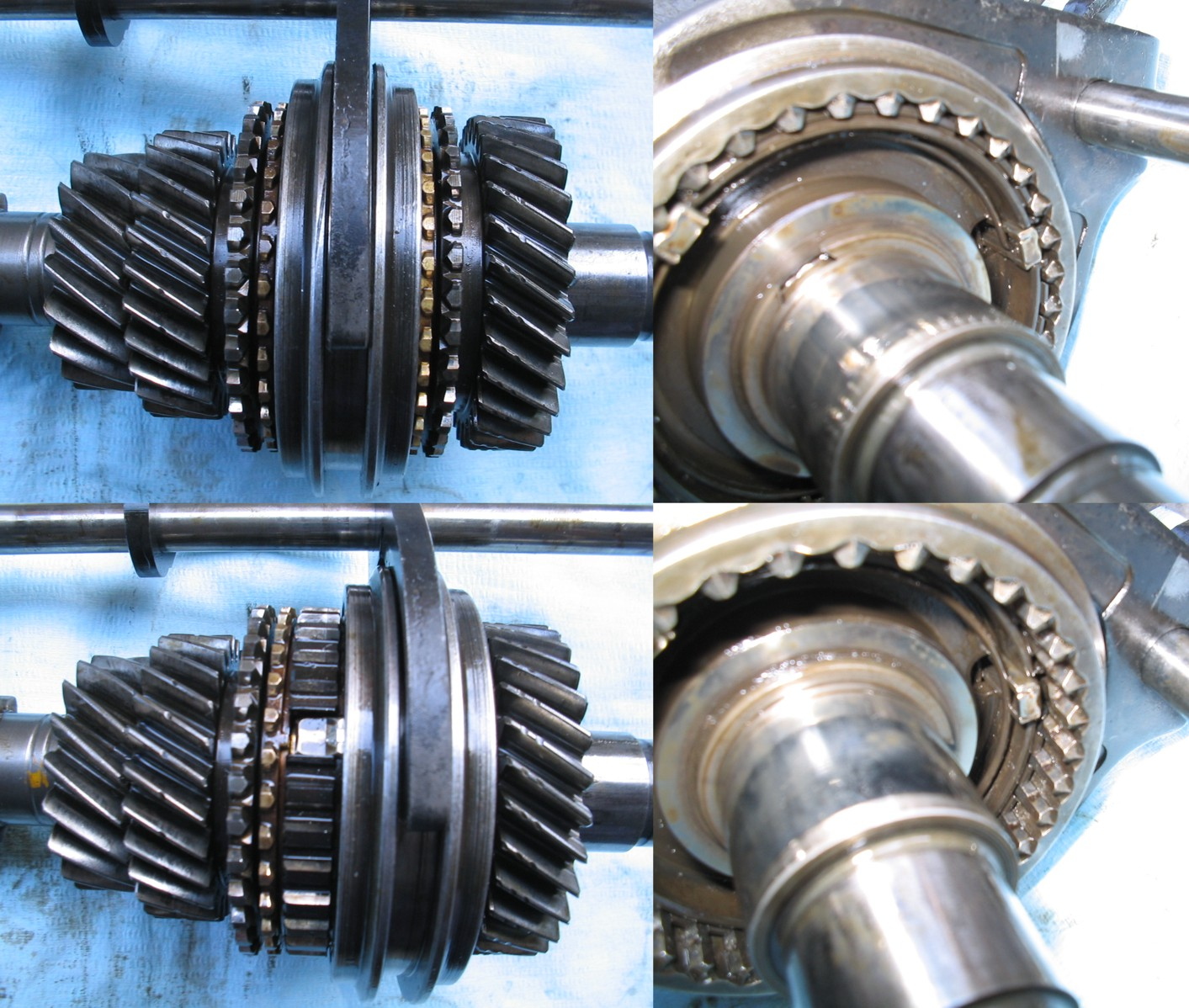
Sous-système d'une boîte constitué de deux rapports synchronisés. La fourchette déplace le baladeur pour craboter un pignon fou.

La manœuvre pour rendre un pignon fou solidaire de l'arbre de sortie est assurée par le déplacement horizontal du baladeur sur les cannelures de l'arbre – le baladeur est donc en liaison glissière –, ce qui a pour but d'accoupler le crabot et le pignon correspondant au moyen de petites dents ; ces dents, appelées « dents de chien » ou « crabots », peuvent être frontales (créneaux) ou périphériques (cannelures). Les formes complémentaires des deux éléments devenus solidaires assurent ainsi la transmission de la puissance.

#### Boîte synchronisée

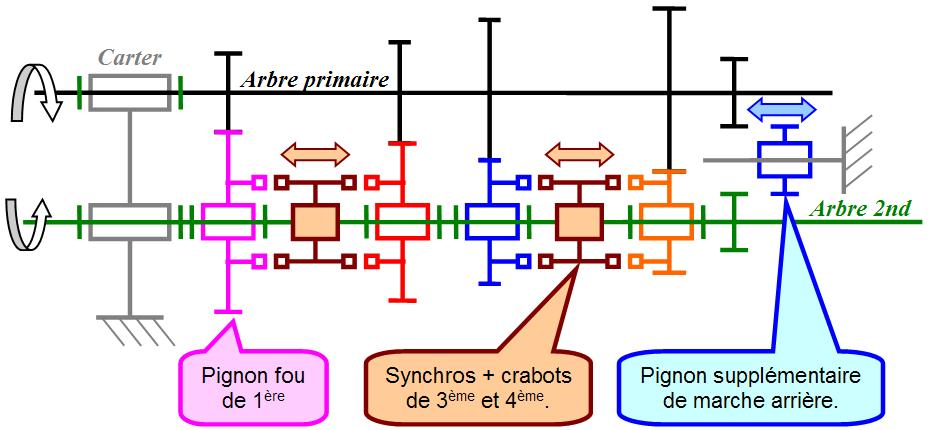
Schéma cinématique de principe d'une boîte de vitesses à quatre rapports et marche arrière.

Sur les boîtes synchronisées, en complément des crabots est installé un synchroniseur qui, comme son nom l'indique, permet, préalablement au crabotage, de synchroniser la vitesse de rotation d'un pignon avec celle du pignon dont il devient solidaire lors de l'engagement du nouveau rapport sélectionné. En effet, au démarrage ou au passage d'un rapport à un autre, la vitesse relative entre les deux arbres n'est pas nulle, ce qui complique l'accouplement des dents de chien. En mettant en contact des surfaces de frottements liées d'une part au synchroniseur et d'autre part au pignon fou, le synchroniseur annule cette vitesse relative et assure un passage du rapport sans effort ni bruit.
Les boîtes manuelles les plus utilisées de nos jours sont généralement constituées de deux arbres parallèles, dénommés arbre primaire (arbre d'entrée lié au vilebrequin par l'embrayage), et arbre secondaire (arbre de sortie de boîte) portant respectivement les pignons de vitesses et les pignons fous. Outre les pignons fous, l'arbre secondaire porte également les systèmes de crabotage et les synchroniseurs, dispositifs placés sur des baladeurs, actionnés par les fourchettes de commandes liées au levier de vitesses, pouvant coulisser sur des cannelures de l'arbre.
Le principe d'une boîte manuelle repose sur le choix de plusieurs couples de pignons (ou engrenages) de diamètres différents, offrant ainsi différents rapports de transmission. Chaque couple est constitué d'un pignon fixe sur l'arbre primaire, et d'un pignon fou, en liaison pivot avec l'arbre secondaire par l'intermédiaire de roulements. Un rapport est enclenché lorsque l'un des pignons fous devient solidaire de l'arbre secondaire. Pendant ce temps, les autres pignons tournent librement, d'où le terme « pignon fou », et ne transmettent aucun couple.

##### Particularités: marche arrière et prise directe

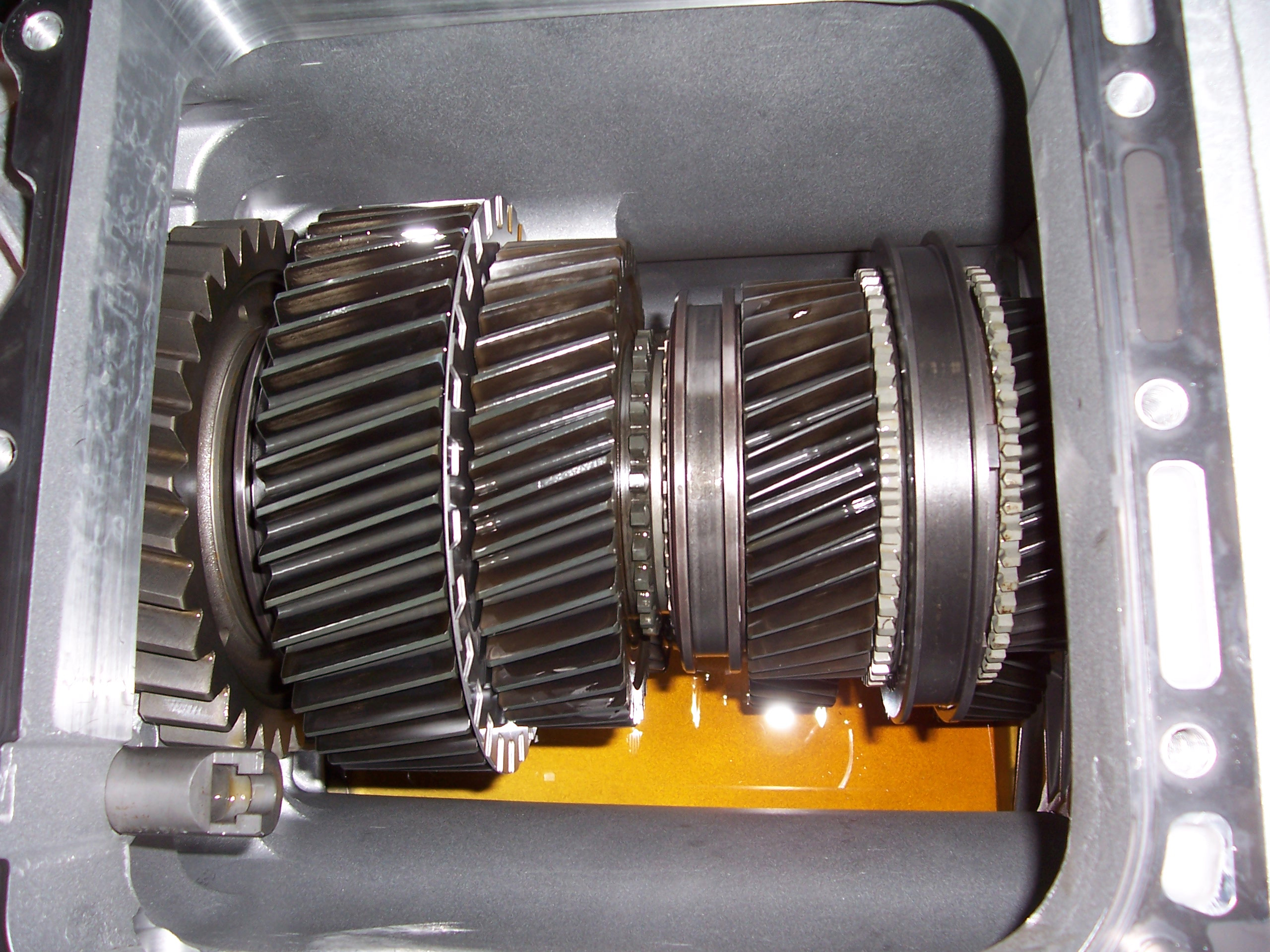
Exemple d'engrenages à denture hélicoïdale d'une boîte de vitesses manuelle.

Ce type de boîte adopte généralement des engrenages à denture hélicoïdale. Ils sont en effet plus silencieux car les dents en prise sont plus nombreuses et subissent donc chacune moins de charge que les pignons à denture droite. En revanche, ces engrenages provoquent une poussée axiale qui impose l'utilisation de roulements adaptés et un renforcement des paliers. C'est également pour cette raison que la marche arrière est obtenue avec des pignons à denture droite et qu'elle émet un bruit si caractéristique lors de son usage. Ce choix est imposé par le principe même de la marche arrière ; en effet, pour inverser le sens de rotation des roues, donc de l'arbre secondaire, il est nécessaire de faire intervenir un troisième engrenage dans un couple de pignons. Ce pignon est déplacé axialement afin de s'intercaler entre un pignon de l'arbre primaire et un pignon de l'arbre secondaire. Si le pignon de marche arrière avait été à denture hélicoïdale, il n'aurait été possible ni de l'intercaler ni de le maintenir enclenché du fait de la poussée axiale.
Certaines boîtes, notamment les boîtes longitudinales, disposent par ailleurs d'un troisième arbre, dit « train fixe » ou « arbre intermédiaire », qui permet de placer les arbres primaire et secondaire non plus parallèlement mais en ligne. Il est alors possible de les accoupler directement pour obtenir ce qu'on appelle une prise directe pour bénéficier d'un rendement de transmission supérieur : l'un des baladeurs rend l'arbre primaire solidaire de l'arbre secondaire. Historiquement, la prise directe était traditionnellement le troisième ou quatrième (et dernier) rapport avant, ainsi nommé car il correspondait à un rapport de démultiplication nul (rapport 1:1 entre les arbres). De nos jours, le dernier rapport est souvent ce que l'on appelait autrefois la « surmultipliée », c'est-à-dire avec un rapport de démultiplication supérieur à 1 (l'arbre de sortie de boîte tourne plus vite que l'arbre primaire). Le moteur n'ayant pas besoin de rester dans les hauts régimes pour une grande vitesse sur un terrain favorable, cela participe à la réduction de la consommation en carburant.

##### Boîte à crabots et boîte à baladeurs

Schéma conceptuel de la différence entre des engrenages crabotés et synchronisés.

Contrairement à une boîte à engrenages parallèles, les boîtes à crabots et les boîtes à baladeurs sont des boîtes manuelles non synchronisées. Si l'architecture globale demeure la même, les rapports sont engagés différemment.
Dans le cas d'une boîte à baladeurs, aucun engrenage n'est, au point mort, en contact ; un rapport est engagé en mettant en concordance les dentures respectives d'un couple d'engrenages. Le pignon récepteur (porté par les cannelures de l'arbre secondaire) est pour cela déplacé axialement via les fourchettes de sélection. Les boîtes à baladeurs imposent donc l'utilisation d'engrenages à denture droite, les fourchettes ne pouvant supporter d'effort axial sans usure prématurée. Pour les camions, son fonctionnement peut parfois présenter une difficulté d'engagement étant donné qu'aucun système de synchronisation ne permet d'en faciliter la tâche. La réussite du passage d'un rapport dépend ainsi uniquement de l'adresse du conducteur et de sa capacité à maîtriser des techniques de conduite telles que le double débrayage ou le double pédalage.
La boîte à crabots est utilisée très majoritairement pour les motos et uniquement en compétition pour les voitures (en rallye notamment). Ce type de boîte à la capacité de permettre le passage d'un rapport supérieur sans débrayer à la condition de faire cesser momentanément la force motrice par coupure des gaz ou de l'allumage permettant, ainsi, d'obtenir de meilleures performances et une sécurité accrue du fait que le guidon de la moto reste empoigné fermement. Une boîte à crabots ne possède pas de synchroniseurs mais des dents de forme particulière destinées au crabotage : ce sont des pavés en « toit » avec beaucoup de jeu pour faciliter l'engagement.
Sur les moteurs Hors-Bord, la boîte de vitesses, appelée aussi boîtier d'inverseur, extrêmement simple, et située sous l'eau dans l'embase devant l'hélice n'a que trois positions :  Avant, Point mort et Arrière (Voire point mort et avant sur les antiques British Seagull ou les embases de course).
Elle comprend seulement trois engrenages côniques (pignon d'attaque sur l'arbre vertical et deux pignons -Marche AV et Marche  AR-sur l'arbre horizontal où est clavetée l'hélice). Un crabot double (actionné par une fourchette ou un doigt de poussée) coulissant sur cannelures entre les deux pignons assure les trois fonctions MAV / PM /MAR.
Il n'y a aucun embrayage , il est donc impératif de laisser retomber le régime au ralenti pour passer de la marche avant à la marche arrière sans quoi les dents du crabot (pourtant cémentées à cœur) s'usent extrêmement vite et la vitesse saute en permanence. Comme le crabot est souvent  symétrique, en général, un dépannage connu consiste à démonter l'embase et retourner le crabot bout pour bout pour utiliser les dents de Marche Arrière (moins sollicitées et moins) nécessaires, le temps de se  procurer un pignon MAV et un crabot neufs.

### Boîte robotisée

Schéma de principe d'une boîte robotisée à double embrayage.

Il en existe deux types de boîtes robotisées :
Le premier repose sur une boîte mécanique classique : équipée de servomoteurs électriques actionnant l'embrayage (monodisque à sec), les changements de rapports, l'accélérateur ainsi que d'un système de pilotage électronique. Ces boîtes sont nommées par PSA, le principal utilisateur, « BMP », pour  « boîte manuelle pilotée », « boîte mécanique pilotée» ou encore « Sensodrive » pour la Citroën C3 et C2 premières voitures de série apparues avec ce dispositif qui fonctionne soit en mode automatique, soit en mode séquentiel (passage des rapports par palettes ou levier décidé par le conducteur). Ce type de transmission, peu coûteux, a cependant l'inconvénient, tout comme toute boîte manuelle classique, d'engendrer des arrêts d'entraînement du véhicule durant le passage des rapports, donc des à-coups et est parfois très lente de réactions lorsqu'il s'agit de « sauter » plusieurs rapports.
Le deuxième comprend les boîtes robotisées à double embrayage : boîtes robotisées avec deux arbres de démultiplication parallèles, activés chacun par un embrayage distinct. Sur ce type de boîte, lors du changements de rapport, les deux embrayages passent simultanément l'un en débrayage, l'autre en embrayage, ce qui n'entraîne pas d'arrêt de traction et rend le passage de vitesse peu perceptible (absence ou peu d'à-coups). Ce type de boîte, bien plus coûteux que les BMP, est très rapide dans ses actions et se comporte également soit en mode automatique – l'électronique seule décide alors du rapport le plus adapté aux conditions de roulage et du moment le plus opportun pour passer au rapport suivant ou au contraire rétrograder – soit en mode séquentiel, auquel cas le conducteur décide de changer de rapport à l'aide de boutons, palettes, ou d'un levier (à condition néanmoins que les conditions ad hoc soient réunies pour éviter tout sur ou sous-régime).
Développée initialement pour la compétition automobile, cette technologie repose sur des actionneurs hydrauliques choisis pour leur rapidité. Arrivée en série sur la Ferrari F355 équipée de la boîte dite « F1 », les boîtes pilotées se sont rapidement vues converties au système robotisé à double embrayage, aujourd'hui systématique, à tel point que le terme « robotisée » est souvent confondue avec celui de « robotisée à double embrayage ». Déjà très rapide, le double embrayage a permis de diminuer les temps de passage de rapport à près de 60 ms sur les boîtes les plus performantes.
Pour cela, la boîte est donc en réalité constituée de deux demi-boîtes traditionnelles à engrenages parallèles dont la première demi-boîte se compose des rapports impairs (1-3-5) et de la marche arrière, alors que la deuxième utilise les rapports pairs (2-4-6). Deux embrayages humides concentriques sont ainsi utilisés pour transmettre le couple moteur à leur arbre primaire respectif ; ce couple n'est transmis qu'à un seul embrayage à la fois hors passage des rapports, phase durant laquelle l'on passe progressivement de l'un à l'autre. Tout l'intérêt de cette architecture particulière est de pouvoir engager deux rapports au même moment et de n'avoir qu'à « aiguiller » le couple vers l'un des deux embrayages pour passer au rapport suivant.

### Boîte séquentielle

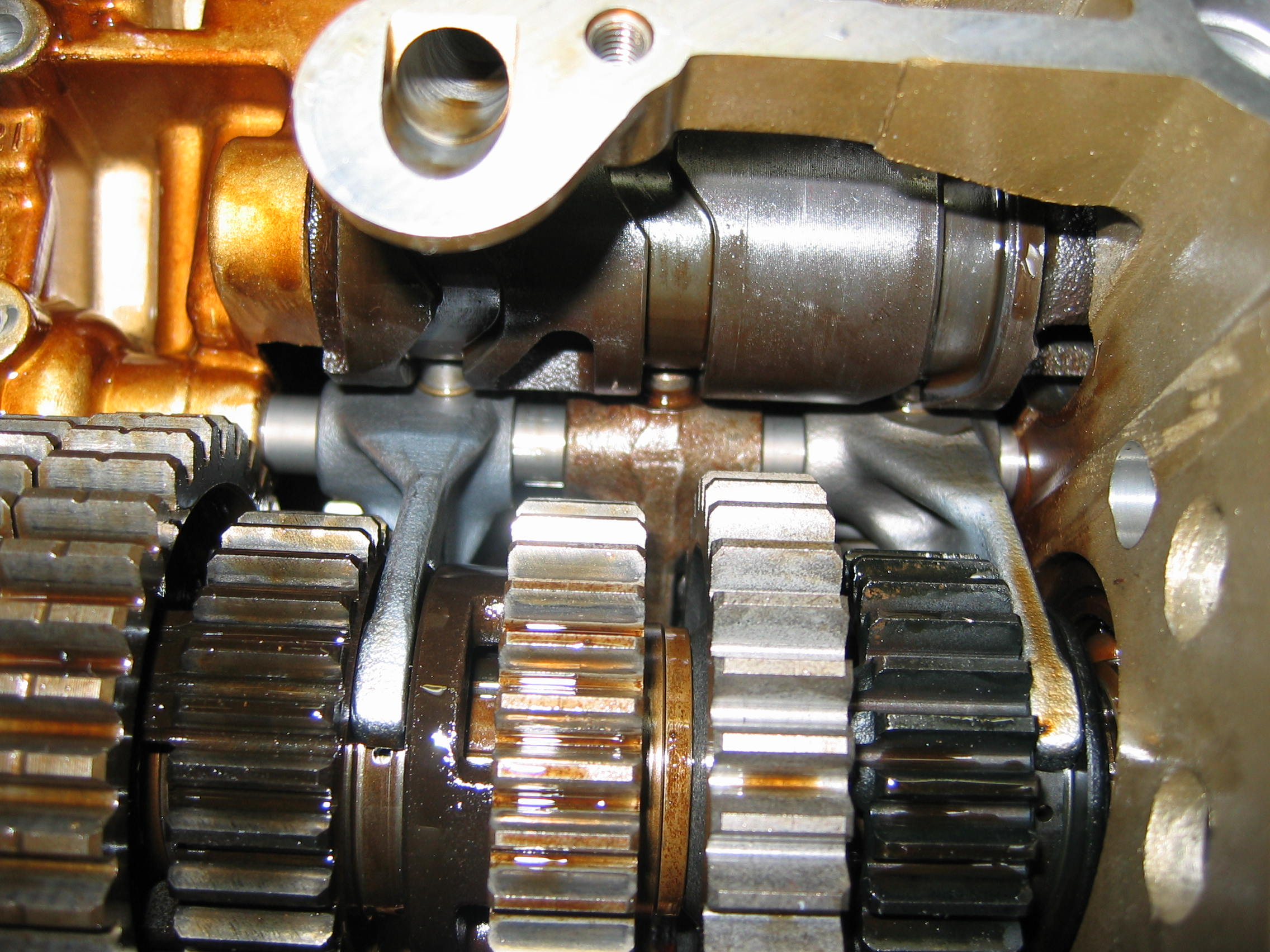
Système de sélection à barillet (en haut de l'image) d'une boîte séquentielle.

Une boîte séquentielle est une boîte de vitesses à engrenages parallèles dont le système de sélection est assuré par un disque ou un barillet, une pièce circulaire sur laquelle sont usinées des gorges permettant de guider le mouvement des fourchettes. Ce système implique que le conducteur ne peut pas sauter un ou plusieurs rapports, mais passer uniquement au rapport immédiatement supérieur ou inférieur à celui enclenché. Ce type de boîte est depuis longtemps utilisé dans les motos ainsi qu'aujourd'hui dans de nombreuses auto de compétition. La commande se fait par un levier sélecteur actionné par le pied (à moto) ou la main en auto. Certaines motos peuvent être équipées d'un dispositif dit « shifter »[réf. nécessaire] qui permet de faire passer les vitesses très rapidement.

### Boîte automatique

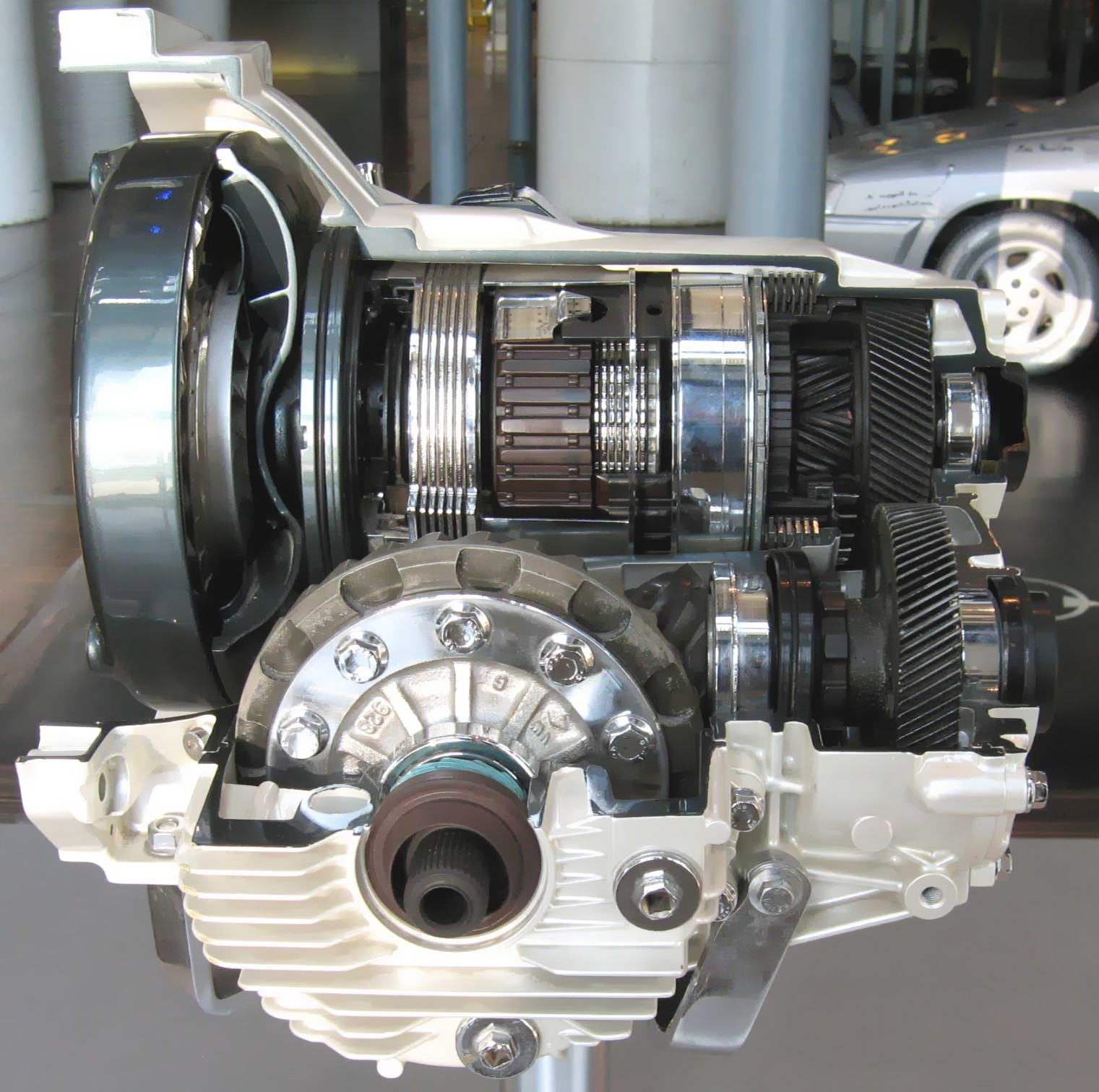
Écorché d'une boîte automatique Renault.

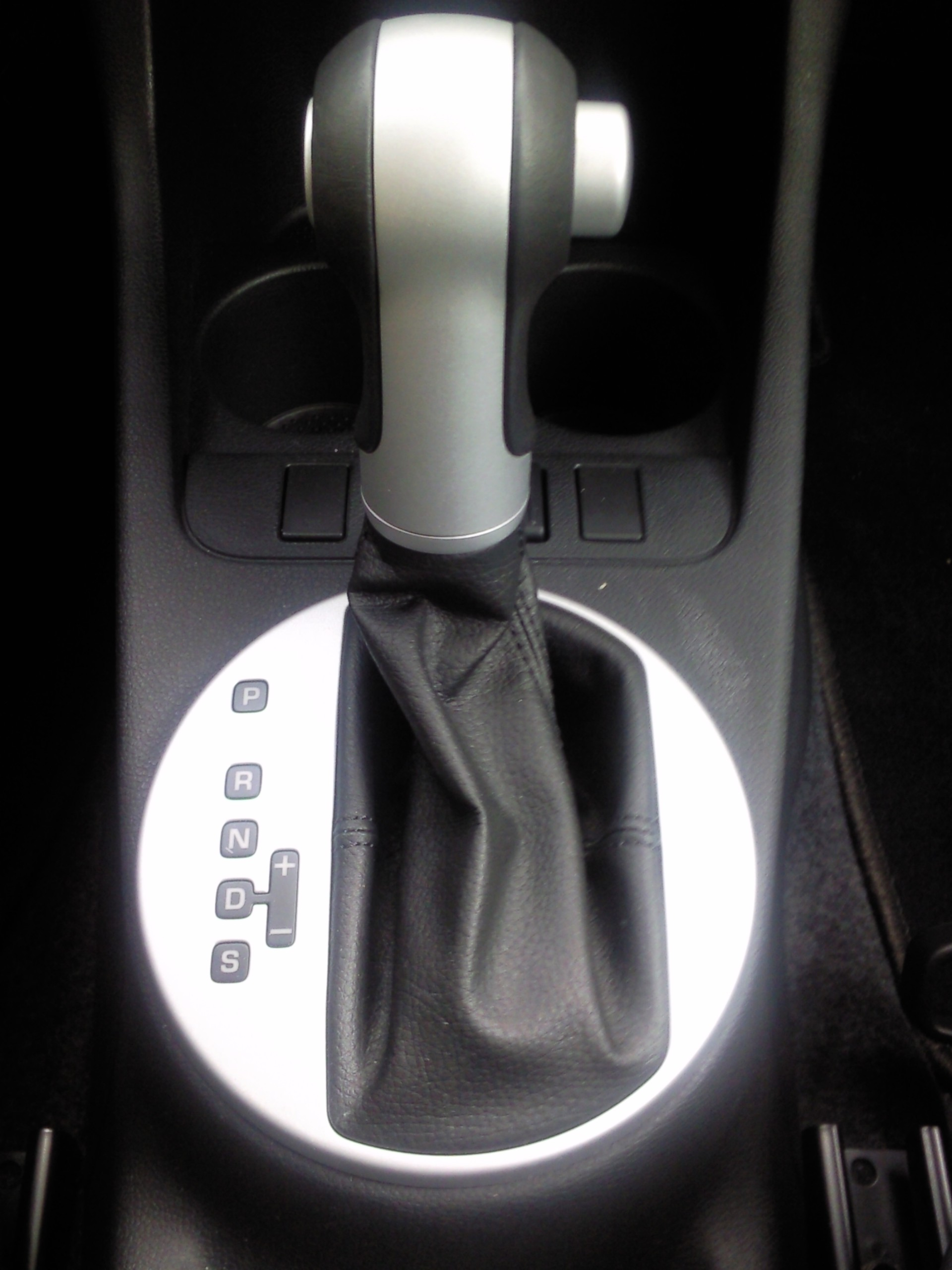
Sélecteur d'une boîte automatique sur une Škoda Fabia.

Une boîte de vitesses automatique dispose d'un système capable de déterminer de façon autonome le meilleur rapport de transmission. Ce type de boîte détermine seul le bon rapport de transmission grâce à des informations telles que le couple et la vitesse de rotation du moteur, l'enfoncement de la pédale de l'accélérateur, la vitesse du véhicule, le mode de fonctionnement de la boîte, le couple résistant du véhicule et d'autres fonctions plus complexes qui dépendent du niveau technologique de la boîte de vitesses automatique. L'embrayage est généralement automatique et ne nécessite donc pas de pédale d'embrayage.
Dès 1935 Gaston Fleischel invente un système automatique de transmission nommé en son honneur : la boîte Fleischel.
Longtemps limitées à trois (voire deux) rapports jusque dans les années 1970, puis à quatre rapports jusqu'au milieu des années 1990, les boîtes automatiques existent aujourd’hui en configurations allant de six à onze rapports, bien qu’en règle générale, ce sont les transmissions à sept ou huit rapports qui sont plébiscitées[réf. nécessaire].
Sur les plus anciens modèles à boîte trois rapports, on trouvait en Amérique du Nord le célèbre indicateur PRNDSL des six positions standard du sélecteur : P(ark) pour stationnement boîte en prise, R(everse) pour marche arrière, N(eutral) pour point mort, D(rive) pour marche avant sur les trois rapports, S(econd) pour fonctionnement sur les deux premiers rapports seulement, et L(ow) pour premier rapport imposé.
En Europe, où S et L ne correspondent pas aux termes corrects dans toutes les langues, on trouvait P, R, N, D, 2, 1. Le reste du monde a progressivement adopté cette notation dans les années 1970. Jusqu'au début des années 1980, D était toutefois remplacé par A(utomatique) sur les voitures françaises vendues en France.
À l'arrivée des boîtes à quatre rapports, la notation P, R, N, D, 3, 2, 1 s'est imposée assez naturellement à travers le monde. De nos jours, on retrouve P, R, N, D, et une position additionnelle désignée le plus souvent M(anual) ou +/- pour la sélection manuelle des rapports.
| P | Stationnement  | (Park)                      |
| R | Marche arrière | (Rear mode ou Reverse Mode) |
| N | Point mort     | (Neutral)                   |
| D | Marche avant   | (Drive mode)                |

#### Boîtes avec convertisseur de couple

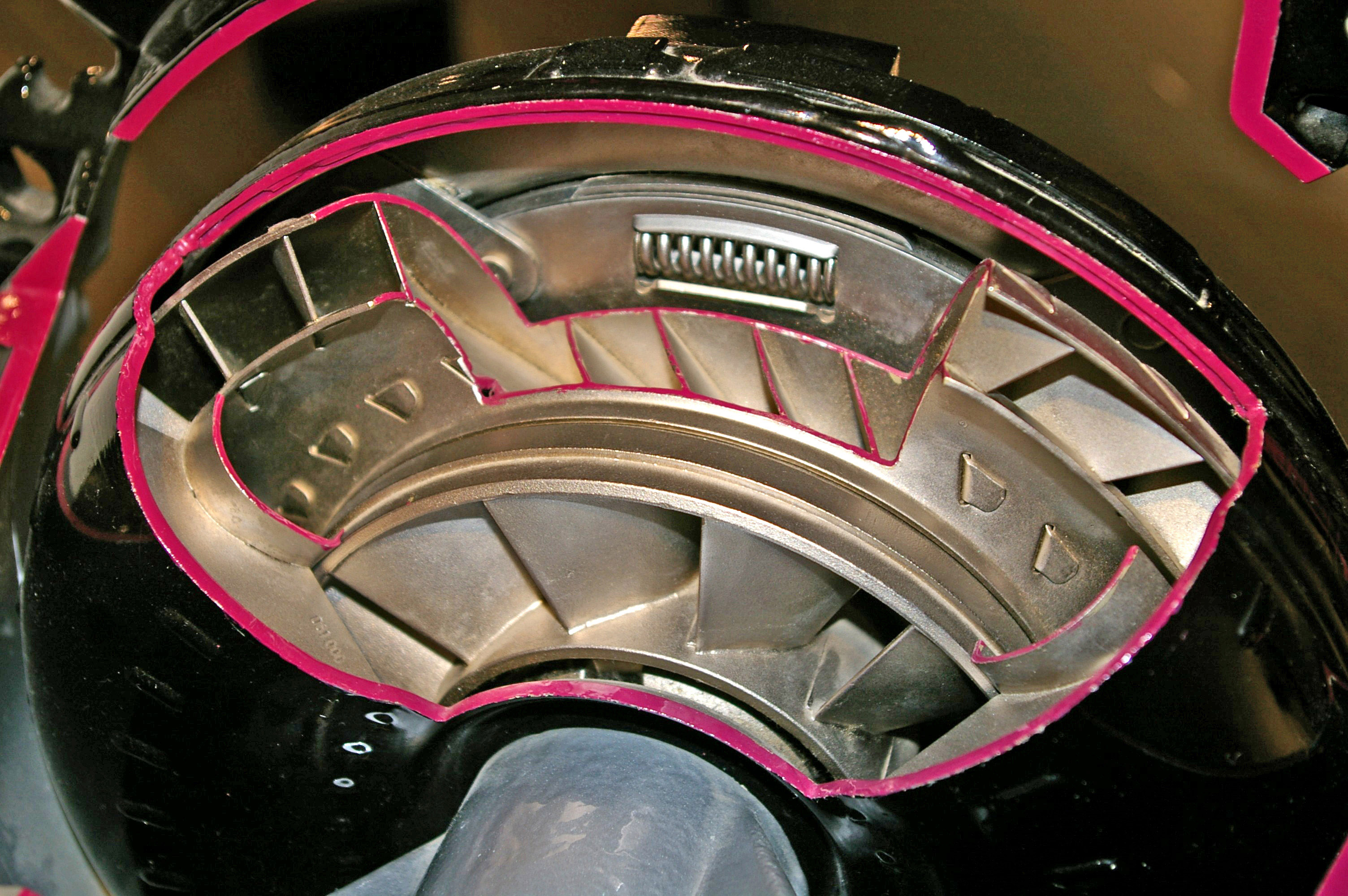
Convertisseur de couple Porsche.

Bien qu'utilisée depuis les années 1930, General Motors inaugure en 1948 la fabrication en série de boîte automatique (deux rapports avant plus marche arrière) avec convertisseur de couple nommée, chez Buick, Dynaflow (en).
Ces boîtes automatiques fonctionnent en permanence sous couple permettant un transfert de puissance quasi continu. Cette particularité est possible grâce à son système d'embrayage assuré, non pas par un disque de friction, mais par un convertisseur de couple hydraulique ce qui autorise des glissements (équivalent du patinage lors du passage de rapport sur une boîte manuelle). En glissement quasi permanent, le convertisseur est par contre l'élément à l'origine du mauvais rendement de ce type de boîte si bien que les boîtes modernes disposent en plus d'un embrayage de pontage du convertisseur qui s'enclenche dès que les régimes des arbres d'entrée et de sortie sont suffisamment voisins.
La constitution la plus répandue d'une boîte automatique est celle de trains épicycloïdaux en cascade. En solidarisant par le biais d'embrayages ou de freins certaines parties de ces trains, on obtient des rapports de transmission différents. La sélection d'un rapport dépend alors uniquement d'une combinaison d'ordre des pistons de commande. De ce fait, il n'y a aucun crabotage à piloter. Une pompe hydraulique haute pression, intégrée dans la boîte et entraînée directement par le moteur, se charge de fournir l'énergie pour les actionneurs hydrauliques nécessaire aux embrayages et aux freins. Sur les systèmes modernes, à l'identique d'une boîte de vitesses robotisée, un système électrohydraulique piloté par un calculateur électronique gère les passages de vitesses.

#### Boîtes à double embrayage

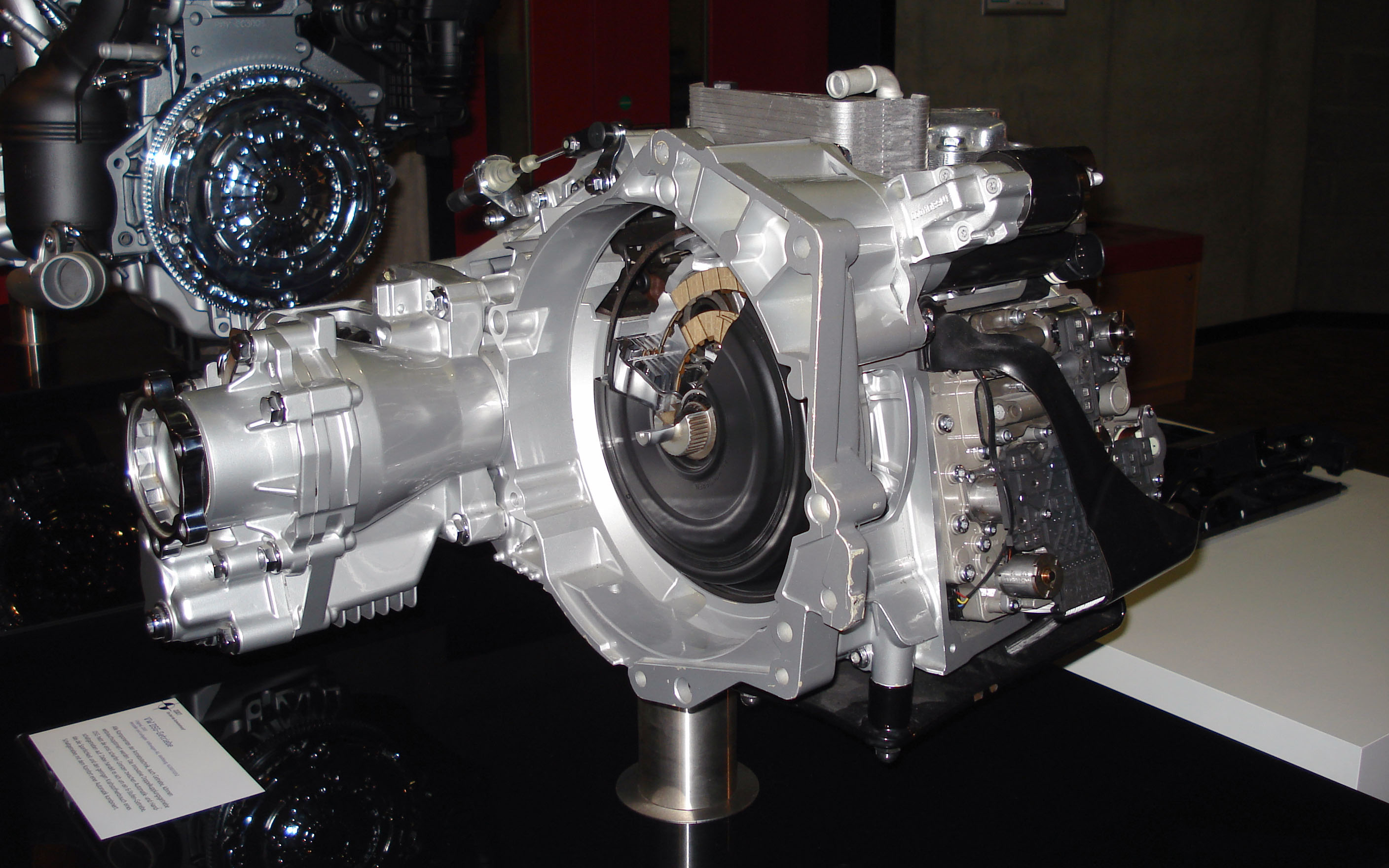
Coupe d'une boîte DSG du groupe VAG au Musée allemand des techniques de Berlin. Les deux disques d'embrayages sont visibles.

Dans la boîte automatique à double embrayage, le changement de rapport est entièrement contrôlé par un calculateur, qui n'enclenche un autre rapport que lorsque la vitesse de rotation de l'arbre récepteur est proche de celle de l'arbre propulseur. Ceci permet de limiter l'usure des embrayages et les à-coup, et partant la taille des embrayages et des engrenages à utiliser.
Un prototype, baptisé « AutoServe », a été conçu par l'ingénieur Adolphe Kégresse en 1935.
Le système est composé de deux arbres récepteurs, chacun étant actionné par un des deux embrayages, lors de déplacements. La position parking embraye les deux arbres simultanément, ce qui bloque la boîte de vitesses.
Un avantage de ce système est que ce type de boîte de vitesses transfère le frein-moteur comme une boîte de vitesses classique, voire plus facilement puisqu'il suffit de rétrograder plusieurs vitesses à la fois, qui ne seront enclenchées, les unes après les autres, que lorsque le régime moteur sera dans les limites déterminées par le constructeur.

#### Boîte à crabots
Les Renault Clio et Captur e-Tech hybride rechargeable utilisent une boite de vitesses différente des deux précédentes en utilisant une boîte à crabots après le moteur thermique, qui présente l’avantage essentiel d’être plus petite et plus légère que les autres types de boîte de vitesses, du fait qu'elle ne contient aucun système de synchronisation des pignons.
Contrairement aux boîtes à crabot manuelles, cette version automatisée ne nécessite ni formation, ni entraînement particulier[réf. souhaitée].

### Boîtes CVT, IVT et e-CVT

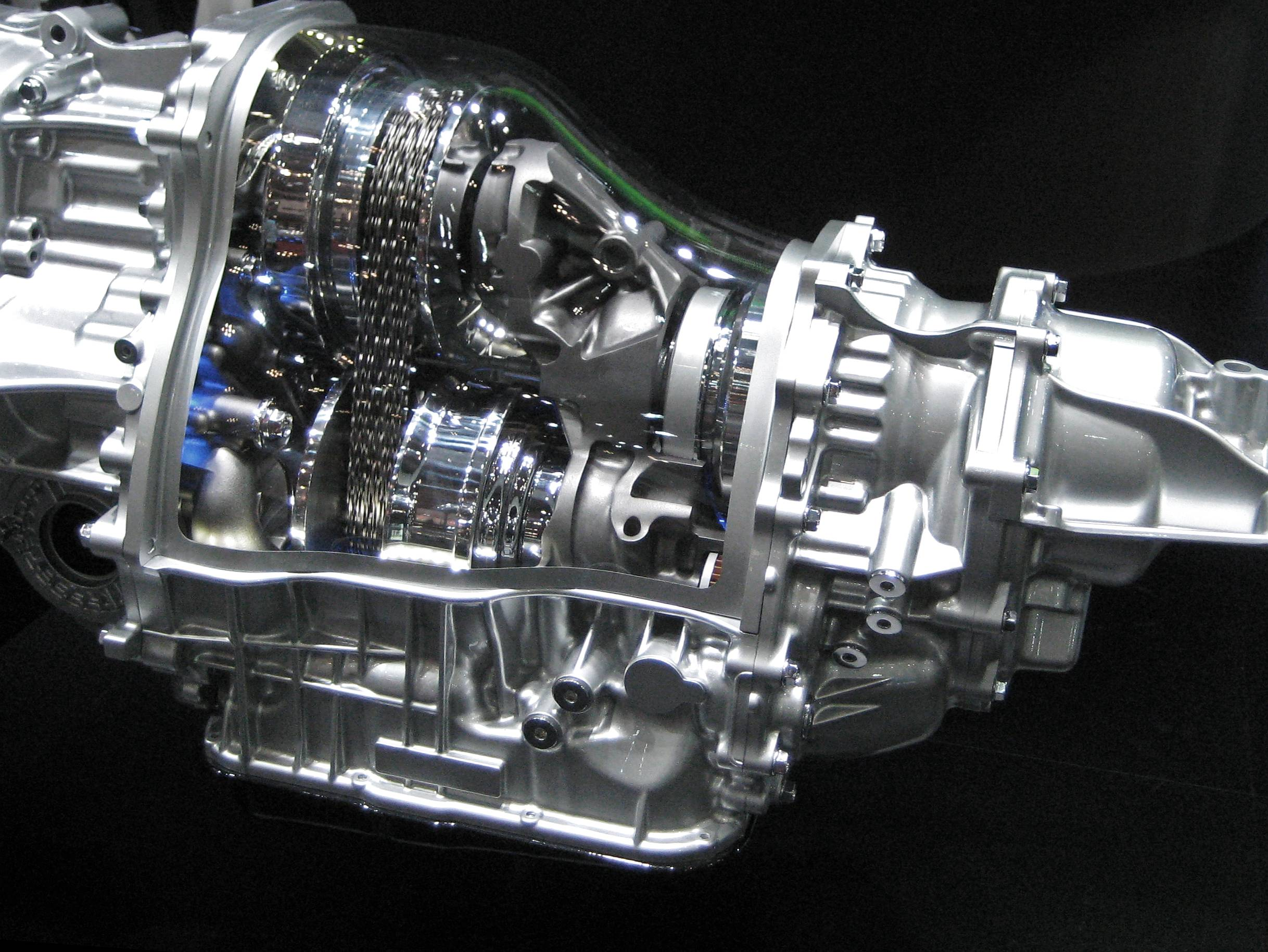
Transmission CVT par courroie métallique d'une Subaru Impreza.

De plus en plus de véhicules de tourisme utilisent pour la transmission le principe d'une transmission à variation continue CVT. Dorénavant l'électronique embarquée permet de gérer au mieux l'équation rendement/accélération/vitesse en adaptant en permanence le régime du moteur en plus du rapport du variateur. Ces systèmes arrivent même à recréer des paliers dans certaines conditions de conduite, imitant ainsi le comportement d'une boîte à étages.
- Le système de variateur est bien connu des conducteurs de scooters et de cyclomoteurs de la fin du xxe siècle, engins sur lesquels l'effort à la roue est transmis par un dispositif connu sous le nom de « variateur »[11].
- La transmission primaire e-CVT des automobiles hybrides, type HSD et dérivés, est basée sur un train épicycloïdal, reliant un moteur thermique et deux moteurs-générateurs électriques. Chaque moteur est relié à une entrée du train épicycloïdal. Le moteur générateur électrique de contrôle permet la variation en continu du couple et de la vitesse de rotation transmise du moteur thermique aux roues, tout en assurant des fonctions annexes : démarreur du moteur thermique, frein moteur et recharge des batteries. Le moteur électrique principal assure lui le déplacement du véhicule à faible vitesse, le freinage régénératif, assiste le moteur thermique lors des fortes charges ; il a aussi en charge la marche arrière.

## Lubrification
Pour un rendement maximal et un maximum de fiabilité, les mécanismes des boîtes de vitesses ont besoin de lubrification.
Dans les boîtes manuelles et robotisées simples (gestion électromagnétique), la lubrification par une huile relativement épaisse s'effectue par barbotage : les pignons du bas baignent dans de l'huile et projettent par leur rotation l'huile sur toutes les autres pièces.
Les boîtes automatiques ou robotisée complexes ont besoin d'un autre type d'huile plus fluide et sous pression pour faire fonctionner les actionneurs hydrauliques. Elles sont donc munies d'une pompe à huile produisant un flux d'huile sous pression, distribué par des canaux aux endroits nécessitant une lubrification.
Le retour dans le carter s'effectuant dans tous les cas par gravité .

## Étagement

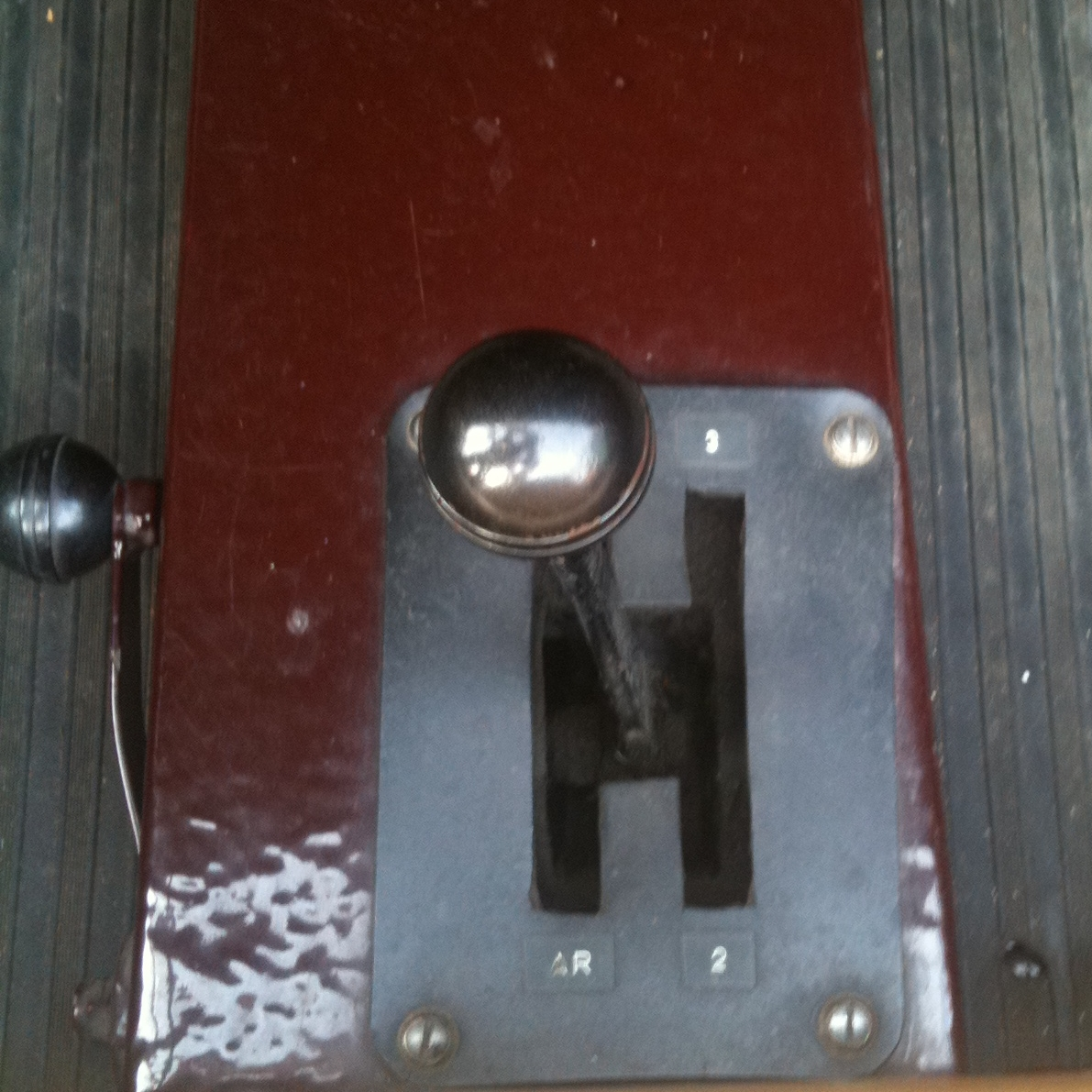
Levier d'une boîte à trois vitesses, plus marche arrière, d'une Rovin Type 2.

La boîte idéale serait celle proposant le bon rapport pour chaque situation. On ne peut cependant pas multiplier les rapports à l'infini. La gamme de rapports proposés doit donc être la plus universelle possible.
Automobile individuelleLongtemps limitée à trois vitesses, la boîte automobile à progressivement pris quatre puis cinq, puis six rapports, voire huit sur les véhicules haut de gamme, notamment hybrides (Lexus LS460 par exemple) voire 11 rapports.
Les camionsIls ont, depuis longtemps, des étagements de transmission sur plus de dix rapports.
Les motocyclettesElles ont habituellement cinq ou six rapports, même si certains modèles de série en ont sept voire davantage en compétition.
système de variation en continuCertains véhicules (Daf dans les années 1960) ont disposé d'un variateur proposant une gamme continue de rapports. En 2020 on trouve de nouveaux véhicules de tourisme basés sur le même principe de la Transmission à Variation Continue (CVT) (cf. paragraphe ci-dessus). Actuellement, ces boîtes automatiques équipent notamment les Nissan Micran-CVT (1993~2002) et les Honda Jazz CVT en Europe.
les tracteurs
Certains tracteurs disposent de deux boîtes de vitesses robot-pilotées en série, par exemple la boîte dyna-4 de Massey Ferguson a une boîte de vitesses à quatre rapports (1a jusqu'à 1d), puis une boîte à quatre  rapports (de 1d à 2a) jusqu'à 4d. La dyna-6 a une boîte à six rapports (1a jusqu'à 1f), puis une boîte à quatre rapports jusqu'à 4f.
Les motorisations hybridesLes types HSD de Toyota utilisent une transmission utilisant un train épicycloïdal piloté par les moteurs électriques, appelés aussi e-CVT.

### Rapport de transmission

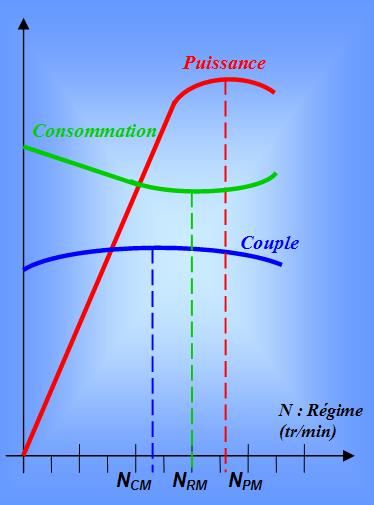
Courbes caractéristiques d'un moteur.

Le rapport de transmission global (boîte + pont) est un rapport entre les régimes de rotation du moteur et des roues, mais aussi (au rendement près) entre le couple moteur et le couple disponible à la roue.
{\displaystyle R_{i}={\frac {N_{\mathrm {roue} }}{N_{\mathrm {moteur} }}}=\eta .{\frac {C_{\mathrm {moteur} }}{C_{\mathrm {roue} }}}=R_{\mathrm {bi} }.R_{\mathrm {pont} }}
Les moteurs proposant un couple plutôt modéré et fonctionnant correctement à des régimes élevés (milliers de tours par minute), il convient donc de réduire le régime de rotation (centaines de tours par minute) ce qui aura pour effet d'augmenter le couple à la roue, c'est-à-dire la force de traction du véhicule.
La plupart des moteurs ont des courbes caractéristiques externes (fonctionnement à pleine charge, c'est-à-dire accélérateur enfoncé) qui correspondent typiquement au schéma ci-contre. La série de rapports disponibles sur une boîte de vitesses est optimisée en prenant en compte ces courbes, établies en fonction de données relevées au banc d'essai à différents régimes de rotation (tous les 200 tr/min par exemple) :
- couple, puissance et rendement (consommation spécifique).

mais aussi les caractéristiques du véhicule :
- masse de la voiture (PTRA) ;
- circonférence de roulement des roues, rapport de pont ;
- coefficient de traînée Cx et surface frontale (S), soit SCx ;
- vitesse maximale prévue en fonction de ces données.

### Rapport de première

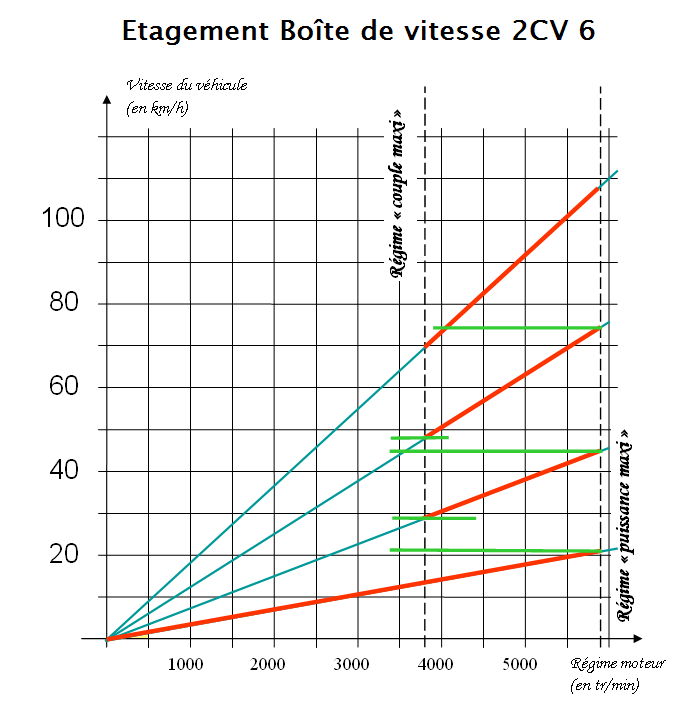
Illustration graphique des trous de la boîte de vitesses d'une Citroën 2 CV.

Le rapport de première n'est utilisé que pour arracher le véhicule de sa position d'arrêt. Sa détermination repose sur la considération d'un cas défavorable de démarrage, à savoir le véhicule en charge maximale et une côte à 15 %. On détermine ainsi par une étude mécanique statique, le couple nécessaire à la roue.
La marche arrière a généralement un rapport de transmission un peu plus court que la première vitesse sur la plupart des boîtes de vitesses, car le pignon de marche arrière est décalé dans la boîte, ce qui apporte un rapport plus court utile pour reculer avec prudence et pour faciliter les manœuvres délicates, contrairement aux premières boîtes de vitesses qui avaient un rapport de marche arrière plus long que celui de la première vitesse en raison de la présence du pignon intermédiaire aligné avec les autres pignons, ce qui oblige à réduire le diamètre, et donc le nombre de dents, de la roue dentée sur l'arbre secondaire.[réf. nécessaire]

### Rapports intermédiaires
Une fois le véhicule en mouvement, pour atteindre la vitesse de croisière, ou la vitesse maximale, l'accélération impose une force de propulsion permanente. Le moteur doit donc donner le maximum de couple. Pour cela, lors du passage du rapport supérieur (par exemple 1re vers 2e), le moteur quittant le régime à puissance maximale doit retomber au moins sur le régime à couple maximal. Il en résulte un étagement idéal des rapports de transmission suivant une suite géométrique dont la raison est le rapport entre les régimes à puissance et couple maximum.
Si la reprise se fait en dessous de cette valeur on dit qu'il y a un trou dans l'étagement, c'est-à-dire une plage de vitesses du véhicule pour laquelle le régime moteur est soit trop important soit insuffisant. C'est le cas des boîtes de 2CV, particulièrement entre la 1re et la 2e.
Il est donc préférable que le régime de reprise soit nettement supérieur à celui du couple maxi. Cela donne plus de souplesse à l'emploi mais nécessite un nombre de rapports plus grand.

## Quelques cas particuliers
La Ford Telle fut en son temps la voiture produite dans le plus grand nombre d'exemplaires. Elle se distinguait cependant par sa boîte de vitesses particulière qui lui a valu un permis de conduire spécial. Reposant sur l'architecture d'une boîte automatique avec des trains épicycloïdaux, les rapports se changeaient grâce à un levier et deux pédales actionnant les sangles de commandes. Il arrivait souvent que la première reste enclenchée (système collé en hiver) ; alors, comme dans les films de Laurel et Hardy, nombre d'utilisateurs se sont fait écraser lors du démarrage à la manivelle. La parade consistait à soulever préalablement une des roues motrices à l'aide du cric, le différentiel faisant alors tourner la roue dans le vide plutôt que de faire avancer le véhicule.
La Bugatti Royaleéquipée d'un moteur à huit cylindres de 12 763 cm3, avec un couple tel que le seul rapport de seconde suffit à les conduire de l'arrêt jusqu'à des vitesses peu raisonnables, la troisième ne prenant le relais que pour approcher les 200 km/h.
La Citroën 2 CVelle proposait dès 1948 une boîte à quatre rapports alors que la Traction, alors reine de la route, n'en disposait que de trois. Aussi, pour rester dans l'esprit de la modestie annoncée, la 4e est appelée « S » (pour « Surmultipliée ») pour ne pas être considérée comme un vrai rapport. L'étagement de cette boîte est curieusement établi selon une suite arithmétique et non géométrique, ce qui génère des trous énormes entre les 1re, 2e et 3e vitesses. Enfin sa constitution est assez particulière avec quatre arbres deux-à-deux coaxiaux et des réductions obtenues avec un ou trois engrenages successifs.
La Citroën DSdotée d'une boîte de vitesses à commande hydraulique, commercialisée de 1955 à 1975. Il s'agissait là d'une boîte conventionnelle à quatre rapports dont les arbres étaient actionnés (comme l'était par ailleurs l'embrayage) par un ensemble de tiroirs et distributeurs hydrauliques alimentés par une pompe haute pression. Les rapports pouvaient être changés à la volée. Très agréable mais complexe et coûteux à fabriquer, ce système n'a pas survécu à la fin de la DS.
Les véhicules tout-terrainils sont souvent équipés d'une seconde boîte de vitesses appelée « boîte de réduction » ou « boîte transfert », la plupart du temps non synchronisée, donc manipulée à l'arrêt. La réduction offre plus de couple pour les franchissements. Le même dispositif permet aux tracteurs agricoles de disposer de plus de couple pour la traction d'outils agricoles (travail du sol ou transport par exemple).

Véhicules à boîte de vitesses particulières
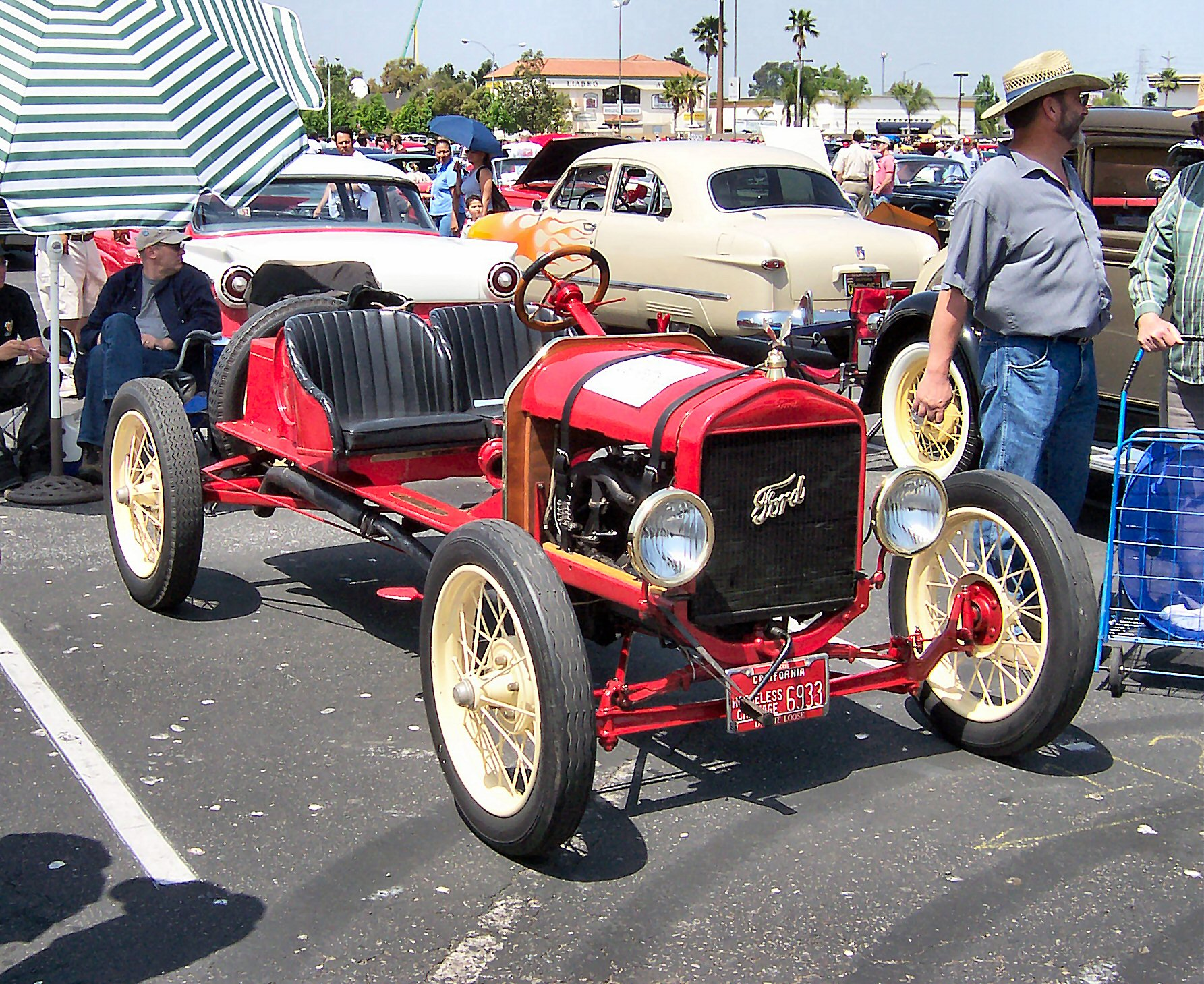
Ford T Roadster de 1921.
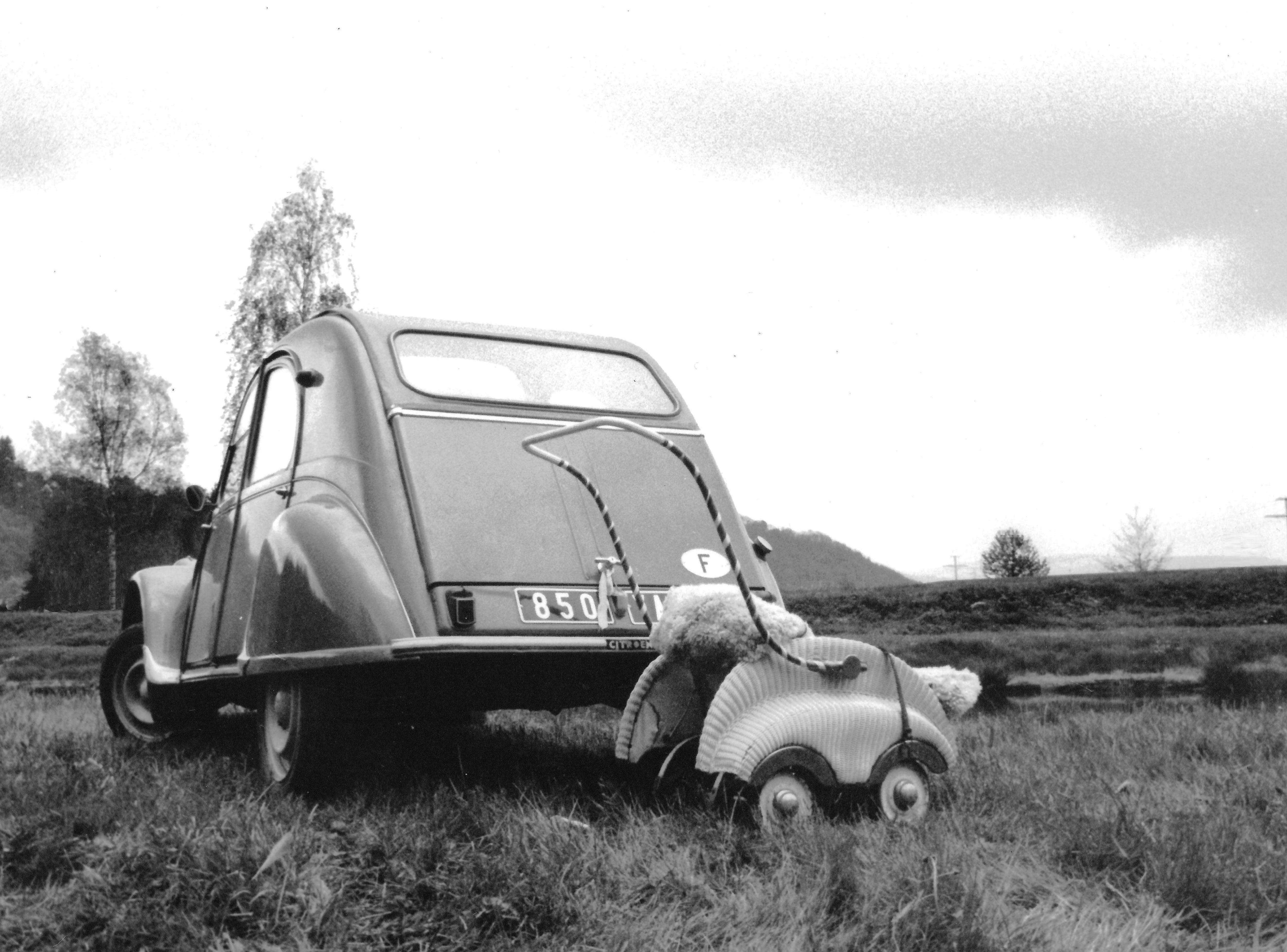
Citroën 2 CV de 1960.
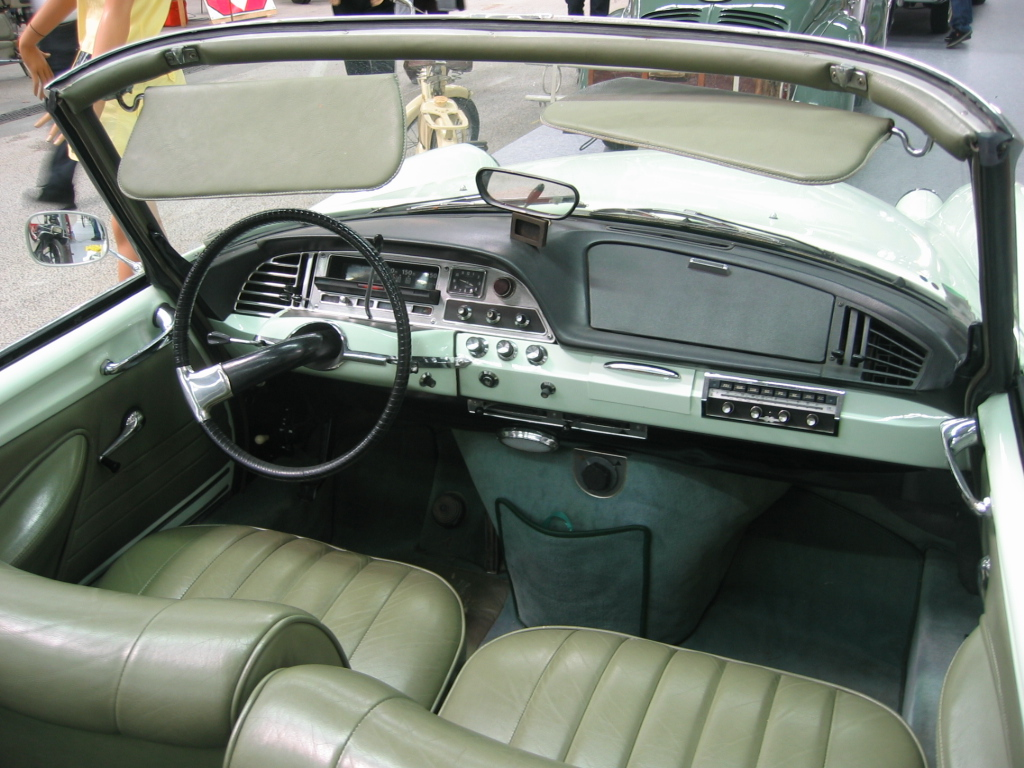
Citroën DS 21 Pallas Chapron Cabriolet 1968.
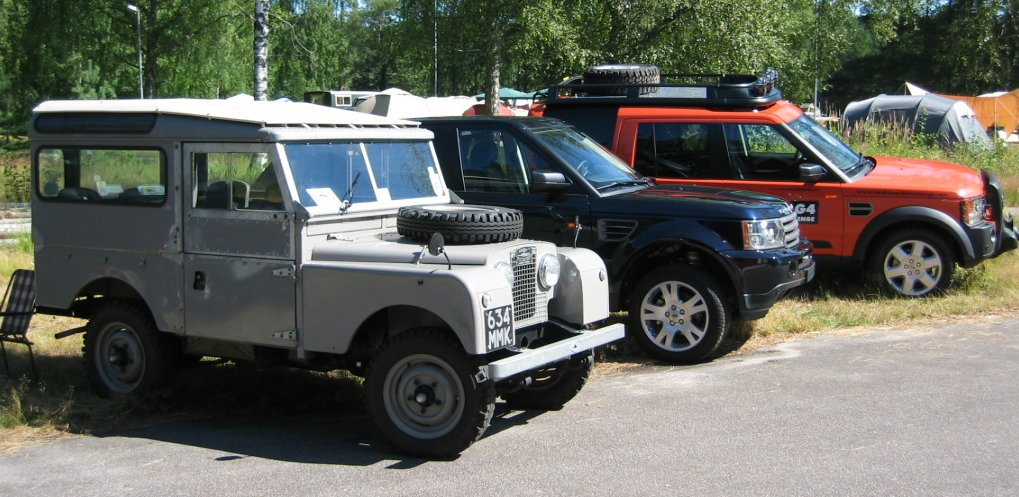
Véhicule tout-terrain.

Inconvénients
La boîte de vitesses manuelle s’accommoderait mal du freinage d'urgence autonome obligatoire dès 2022 dans l'Union européenne et du régulateur adaptatif.
Avantages
La boîte de vitesses manuelle est communément réputée plus avantageuse en termes de consommation. Elle permettrait une conduite plus économique, une « écoconduite ».